# Картерсвілл (Джорджія)
Картерсвілл (англ. Cartersville) — місто (англ. city) в США, в окрузі Бартоу штату Джорджія. Населення — 23 187 осіб (2020).

## Географія
Картерсвілл розташований за координатами 34°9′47″ пн. ш. 84°48′1″ зх. д. / 34.16306° пн. ш. 84.80028° зх. д. (34.162947, -84.800415).  За даними Бюро перепису населення США в 2010 році місто мало площу 75,94 км², з яких 75,49 км² — суходіл та 0,45 км² — водойми.

## Демографія
Згідно з переписом 2010 року, у місті мешкала 19 731 особа в 7250 домогосподарствах у складі 4869 родин. Густота населення становила 260 осіб/км².  Було 8171 помешкання (108/км²).
Расовий склад населення:
| - 70,8 % — білих - 18,5 % — чорних або афроамериканців - 1,0 % — азіатів - 0,4 % — корінних американців - 0,2 % — вихідців з тихоокеанських островів - 6,3 % — осіб інших рас |

До двох чи більше рас належало 2,7 %. Частка іспаномовних становила 12,7 % від усіх жителів.
За віковим діапазоном населення розподілялося таким чином: 26,2 % — особи молодші 18 років, 60,6 % — особи у віці 18—64 років, 13,2 % — особи у віці 65 років та старші. Медіана віку мешканця становила 35,9 року. На 100 осіб жіночої статі у місті припадало 94,0 чоловіків;  на 100 жінок у віці від 18 років та старших — 91,4 чоловіків також старших 18 років.
Середній дохід на одне домашнє господарство  становив 63 855 доларів США (медіана — 47 611), а середній дохід на одну сім'ю — 73 797 доларів (медіана — 57 340). Медіана доходів становила 46 161 долар для чоловіків та 33 604 долари для жінок. За межею бідності перебувало 14,9 % осіб, у тому числі 19,8 % дітей у віці до 18 років та 12,1 % осіб у віці 65 років та старших.
Цивільне працевлаштоване населення становило 8355 осіб. Основні галузі зайнятості: виробництво — 21,0 %, освіта, охорона здоров'я та соціальна допомога — 18,7 %, роздрібна торгівля — 14,9 %.